# 萩原隆
萩原 隆（はぎはら たかし、1970年6月9日 - ）は、山梨県勝沼町（現：甲州市）出身のサクソフォーン奏者。管楽器用・ソロ楽譜シリーズ「めちゃモテ・サックス」の著者であり、アレンジの他、そのデモ演奏を担当する。天理大学卒業。

## 経歴・人物
中学時代には吹奏楽部で、チューバを担当。
サックスは高校の吹奏楽部からスタート。天理大学に進学後、学内の軽音楽部であるビッグバンド、アルス・ジャズ・オーケストラに所属し、ジャズに傾倒。在学中に山野ビッグバンドジャズコンテストに於いて、優秀ソリスト賞を受賞（最優秀なし）。
卒業後に京都・大阪をホームとするファンクロックバンド『THE JANGO』に参加し、ファンハウス（FUN HOUSE, INC.）よりメジャーデビュー。代表曲『GIVE YOU』をはじめとする楽曲が、TV「平成教育委員会」のエンディングテーマ、「オールナイトニッポン」エンディングテーマ、「サークルK」のテレビCMなどに使用される。
FM静岡、FM石川、FM京都などでバンドの冠番組を持ち、パーソナリティを務めることもあった。また、FM石川、FM京都、FM大阪、FM静岡などで週間ヒットチャート1位を獲得。本拠地であるFM京都α-stationでは、年間チャートでも最高3位を獲得。その後、バンド活動の休止を経て、活動の拠点を地元である山梨に移す。
2011年より、ウィンズスコアより「めちゃモテ・シリーズ」として管楽器用のソロ楽譜を出版。1曲ごとのピース譜で、サックスのソロ譜、ピアノ伴奏譜、デモ演奏CD（伴奏カラオケ収録）のセットとなっており、このデモ演奏をYouTubeで公開している。
2015年5月25日に、アルトサックス・ソプラノサックスによる自身初となるオリジナル・ソロアルバム『Color of Notes（カラー・オブ・ノーツ）』をリリース。
2024年2月10日に、セカンドアルバム『Happy Holiday』をリリース。台湾のiTunesインストゥルメント部門日計ダウンロードランキングで1位を獲得。

## 使用楽器など
【Soprano sax】 
Yanagisawa Elimona S-800
[mouthpiece]Selmer super session (E)
[reeds]vandoren traditional (2)
【Alto sax】
Selmer Super Action80 Serie2 (silver plate)
[mouthpiece]Claude Lakey（4*4）
[reeds]Ponzol（2-harf）
【Tenor sax】
Selmer Super Action80 Serie2 (silver plate)
[mouthpiece]Dave Guardala
[reeds]Legere Signature（2）